# Вільям Бернтсен
Вільям Бернтсен (дан. William Berntsen, 1912 — 14 вересня 1994) — данський яхтсмен.
Срібний призер Олімпійських Ігор 1960 року в класі 5,5 метра, бронзовий призер 1948 року в класі Дракон, учасник 1952, 1964, 1968 років.